# Gemeentelijke herindelingsverkiezingen in Nederland 2005
De gemeentelijke herindelingsverkiezingen in Nederland 2005 waren tussentijdse verkiezingen voor een Nederlandse gemeenteraad die gehouden werden op 30 november 2005.
Deze verkiezingen werden gehouden in dertien gemeenten die betrokken waren bij een herindelingsoperatie die op 1 januari 2006 werd doorgevoerd.
De volgende gemeenten waren bij deze verkiezingen betrokken:
- de gemeenten Drechterland en Venhuizen: samenvoeging tot een nieuwe gemeente Drechterland[1];
- de gemeenten Katwijk, Rijnsburg en Valkenburg: samenvoeging tot een nieuwe gemeente Katwijk[2];
- de gemeenten Sassenheim, Voorhout en Warmond: samenvoeging tot een nieuwe gemeente Teylingen[3];
- de gemeenten Amerongen, Doorn, Driebergen-Rijsenburg, Leersum en Maarn: samenvoeging tot een nieuwe gemeente Utrechtse Heuvelrug[4].

In deze gemeenten zijn de reguliere gemeenteraadsverkiezingen van 7 maart 2006 niet gehouden.
Door deze herindelingen daalde het aantal gemeenten in Nederland van 467 naar 458.